# Taraxacum borgvallii
Taraxacum borgvallii — вид квіткових рослин з родини айстрових (Asteraceae). Вид зростає в Європі: Данія, Норвегія, Швеція, Фінляндія, Німеччина, Польща, Чехія, Естонія, Латвія, Литва; це багаторічна рослина помірних біомів.